# Функциональная инверсия
Функциональная инверсия — «обращение» классических норм тонального тяготения, от функционально устойчивых гармонических соединений к неустойчивым. Известный советский и российский музыковед Ю. Н. Холопов выделил девять признаков указывающих на наличие функциональной инверсии:
— oт тоники (T) к доминанте (D) и субдоминанте (S)
— от консонанса или диссонанса к диссонансу
— от основной функции к побочной
— от устоя или неустоя к неустою
— от вводного тона к другому вводному тону
— от диатонического или хроматического тона к хроматическому
— от аккордового или неаккордового звука к неаккордовому
— подчеркивание напряжения
— выдвижение на первый план местных связей и значения созвучия самого по себе
Единичные примеры функциональной инверсии встречаются как в барочной (Бах, «Гольдберг-вариации», вар. № 25) так и в классической музыке (Бетховен, Вариации на тему Диабелли, вар. № 20), однако, обширное распростронение данное явление получает в романтической и позднеромантической гармонии.
Примеры: Шопен, Прелюдия op. 28 № 4; Вагнер, Увертюра к опере «Тристан и Изольда»; Вагнер, «Гибель богов», лейтмотив судьбы; Григ, Ноктюрн, Лирические пьесы, op.54; № 5, Малер, Восьмая Симфония, финал, хоровой раздел «Аlles Vergängliche ist nur ein Gleichnis».